# Гросгмайн
Гросгмайн —  містечко та громада в австрійській землі Зальцбург. Містечко належить округу Зальцбург-Умгебунг.